# 长兴街道 (石家庄市)
长兴街道，是中华人民共和国河北省石家庄市桥西区下辖的一个街道办事处。
2013年，河北省民政厅批复同意设立长兴街道办事处。

## 行政区划
长兴街道下辖以下地区：
南郭社区、西王社区、孔寨村、张营村、景祥社区、西兴社区和石获南路社区。